# Фирнау
Фирнау (њем. Viernau) општина је у њемачкој савезној држави Тирингија. Једно је од 65 општинских средишта округа Шмалкалден-Мајнинген. Према процјени из 2010. у општини је живјело 2.095 становника. Посједује регионалну шифру (AGS) 16066082.

## Географски и демографски подаци
Фирнау се налази у савезној држави Тирингија у округу Шмалкалден-Мајнинген. Општина се налази на надморској висини од 400 метара. Површина општине износи 15,8 km². У самом мјесту је, према процјени из 2010. године, живјело 2.095 становника. Просјечна густина становништва износи 132 становника/km².

## Међународна сарадња
| Мјесто | Држава    | Врста сарадње | Од    |
| ------ | --------- | ------------- | ----- |
|        | Француска | контакт       | 2000. |
|        | Француска | контакт       | 2000. |
|        | Француска | партнерство   | 1992. |
| Извор  |           |               |       |